# ماريا لارسون (منافسة ألعاب القوى)
ماريا لارسون (بالسويدية: Maria Larsson)‏ هي منافسة ألعاب القوى سويدية، ولدت في 24 مارس 1994 في غوتنبرغ في السويد.

## وصلات خارجية
- ماريا لارسون على موقع الاتحاد الدولي لألعاب القوى (الإنجليزية)